# RS-838
Pour les articles homonymes, voir Route 838.
La RS 838 est une route locale du Nord-Ouest de l'État du Rio Grande do Sul qui relie la RS-342 au district Vila Progresso de la municipalité de Três de Maio. Elle dessert cette seule commune, et est longue de 9,640 km.